# Кизюн, Сергей Николаевич
Сергей Николаевич Кизюн (17 апреля 1956, Луцк — 14 февраля 2025) — российский военачальник, генерал-полковник (12.06.2006).

## Биография
Сын офицера Советской армии. Его отец Николай Фадеевич Кизюн (род. 1928) на момент рождения Сергея служил в политуправлении военного округа, а позднее стал крупным военным политработником, дослужившись до звания генерал-полковника.
В 1973 году окончил Минское суворовское военное училище.
С 1973 года на службе в Советской армии. Окончил Киевское высшее общевойсковое командное училище в 1977 году, Военную академию имени М. В. Фрунзе в 1987 году и Военную академию Генерального штаба в 1998 году (с золотой медалью).
В 1998 году назначен заместителем командующего 20-й гвардейской общевойсковой армией Московского военного округа (штаб в Воронеже). С июня 2001 года занимал должность начальника штаба — первого заместителя командующего 20-й общевойсковой армией. Генерал-майор (1998).
В 2001 году Указом президента Российской Федерации назначен главным военным комендантом Чеченской Республики. Участвовал в боевых действиях второй чеченской войны. В ноябре 2001 года на три месяца был отправлен на лечение в связи с предынфарктным состоянием, после чего вернулся в Чечню. Генерал-лейтенант (2001).
С декабря 2002 года — первый заместитель начальника главного штаба Сухопутных войск. С 17 марта 2005 года — начальник штаба — первый заместитель командующего войсками Ленинградского военного округа. Пользовался большим уважением у офицеров всех управлений Ленинградского военного округа.
24 сентября 2008 года тяжело ранен в центре Москвы в результате покушения на Руслана Ямадаева. Генерал Кизюн в момент совершения преступления находился рядом с Ямадаевым в расстрелянном автомобиле. В 2010 году адвокату Александру Зорину удалось добиться у «Росгосстраха» выплаты генерал-полковнику Сергею Кизюну 1,3 млн рублей в качестве компенсации за задержку выплаты возмещения за военную травму.
Скончался 14 февраля 2025 года на 69-м году жизни.

## Награды
- Орден «За военные заслуги»
- Орден «За службу Родине в Вооружённых Силах СССР»
- медали